# Arne Mastenbroek
Arne Mastenbroek (Amsterdam, 18 november 1935 - Den Haag, 5 november 2006) was een Nederlandse architect.
Ir. Arne Mastenbroek volgde van 1956 tot 1963 de studie bouwkunde aan de Technische Hogeschool Delft (de latere Technische Universiteit Delft). In 1967 richtte hij in Scheveningen zijn eigen bureau op: buro voor architektuur. In 1974 neemt hij het bureau van zijn vader Henk Mastenbroek over en ontstaat architekten- en ingenieursburo mastenbroek b.v. Het bedrijf had vestigingen in Scheveningen en Zwolle. Begin jaren 90  veranderde Mastenbroek de naam van zijn bedrijf in Raamwerk - bureau voor architectuur.
Mastenbroek ontwierp tal van woonwijken (vooral in Zwolle en Den Haag), scholen, politiebureaus, jeugdinternaten en bejaardencentra. Toonaangevende ontwerpen van Arne Mastenbroek zijn Postkantoor Leidschendam (1971), De Werven, de eerste woonwijk van Almere (1976), Museum De Stadshof voor naïeve en outsider kunst (1994) en Villa Oksevollen in het Noorse Mandal (1991). Zijn laatste project was het appartementencomplex Piren II, ook in Mandal (2007). Dit complex is na zijn dood voltooid door SeARCH (Amsterdam), het bureau van Bjarne Mastenbroek (zoon van Arne's broer Finn).
Mastenbroek was in de jaren 70 enkele jaren voorzitter van de Haagse kring van de BNA, hij was mede-oprichter van de W.O.S. (Werkgroep Opbouw Scheveningen), hij was in jaren 70 en 80 lid en voorzitter van de Haagse Welstandscommissie en was lange tijd bestuurslid van de Vrije Academie in Den Haag.
Arne Mastenbroek was getrouwd met Rudi Mastenbroek-Hofman en had twee kinderen en vijf kleinkinderen.

## Afbeeldingen

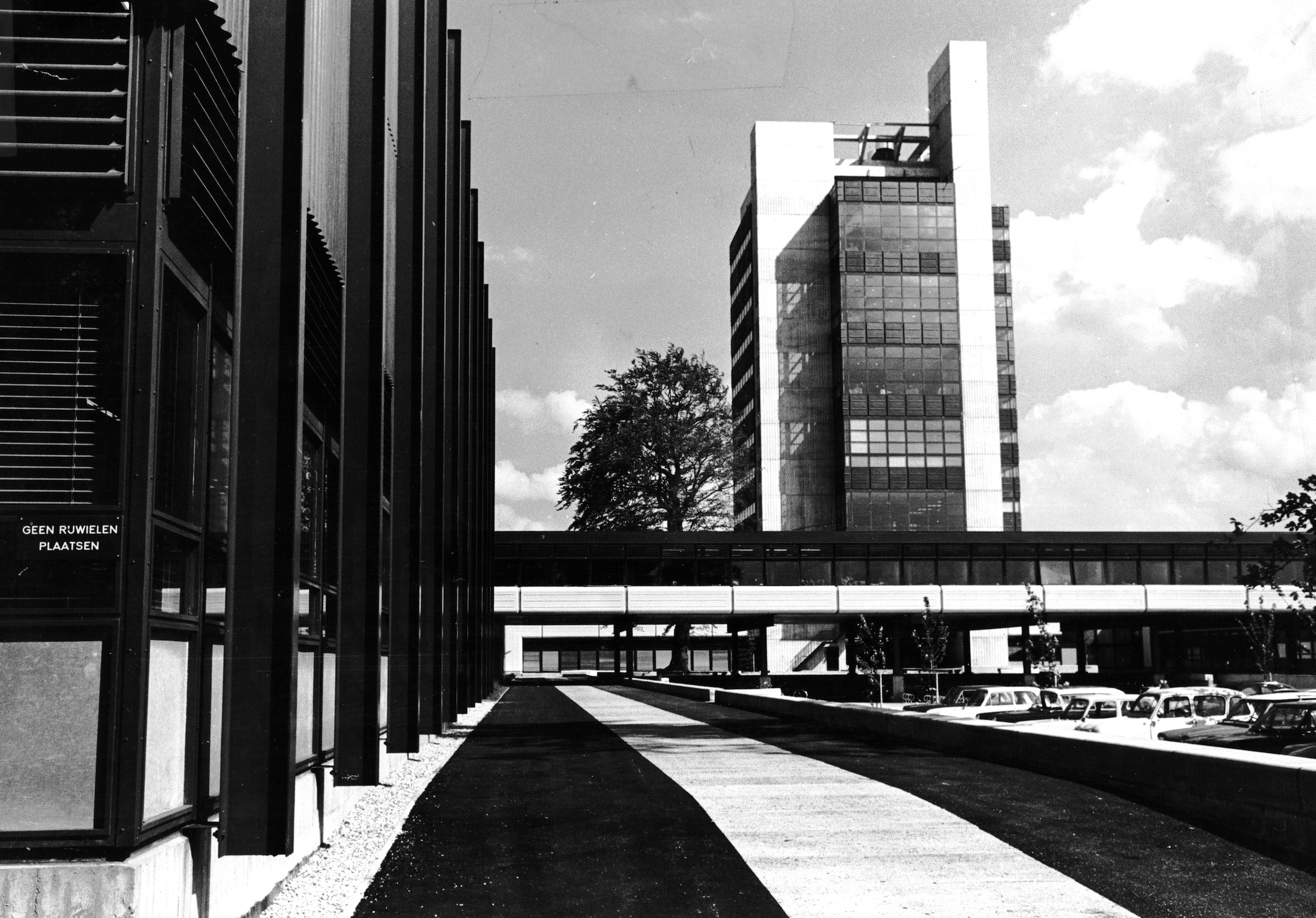
TH Twente (Enschede)
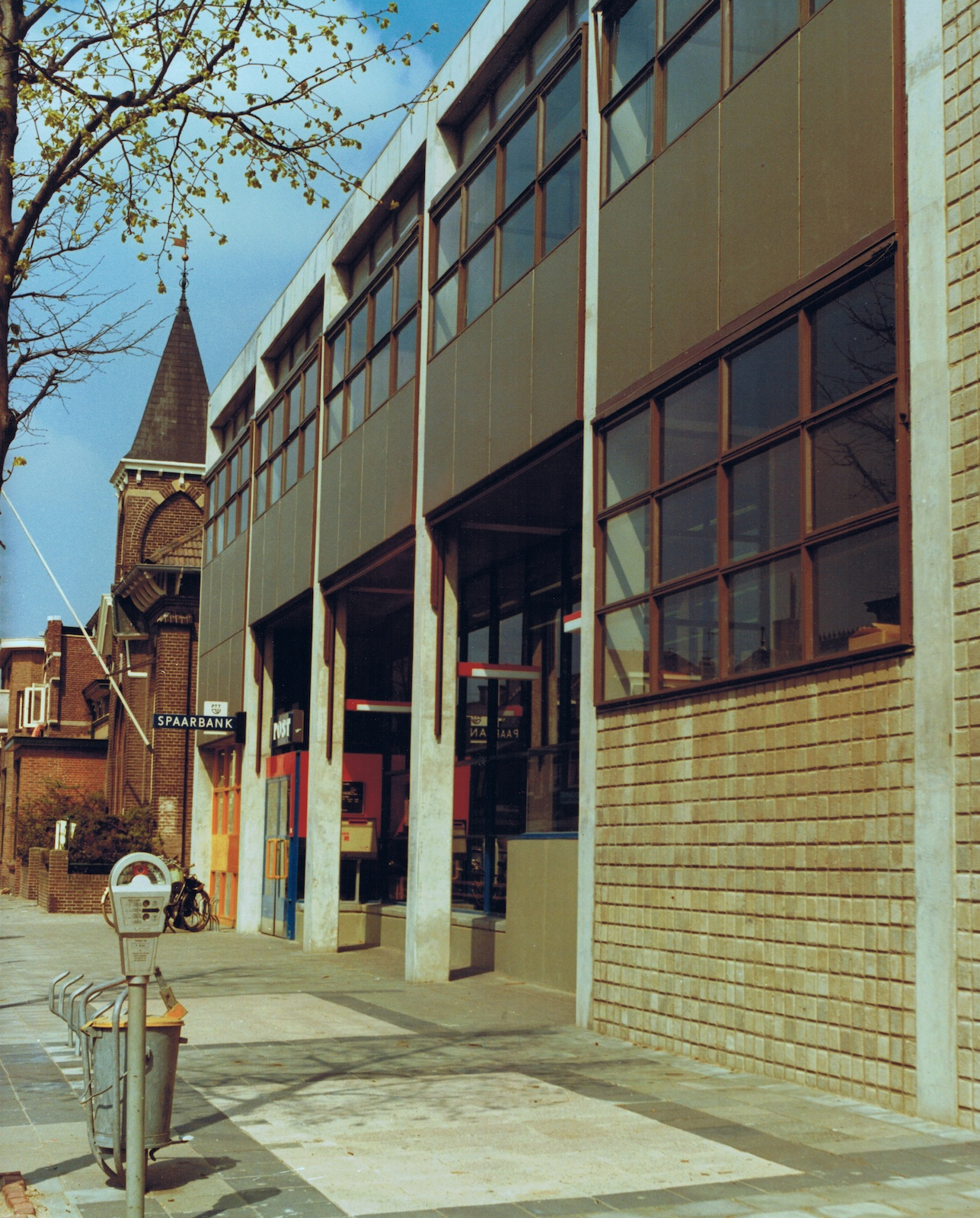
Postkantoor (Leidschendam)
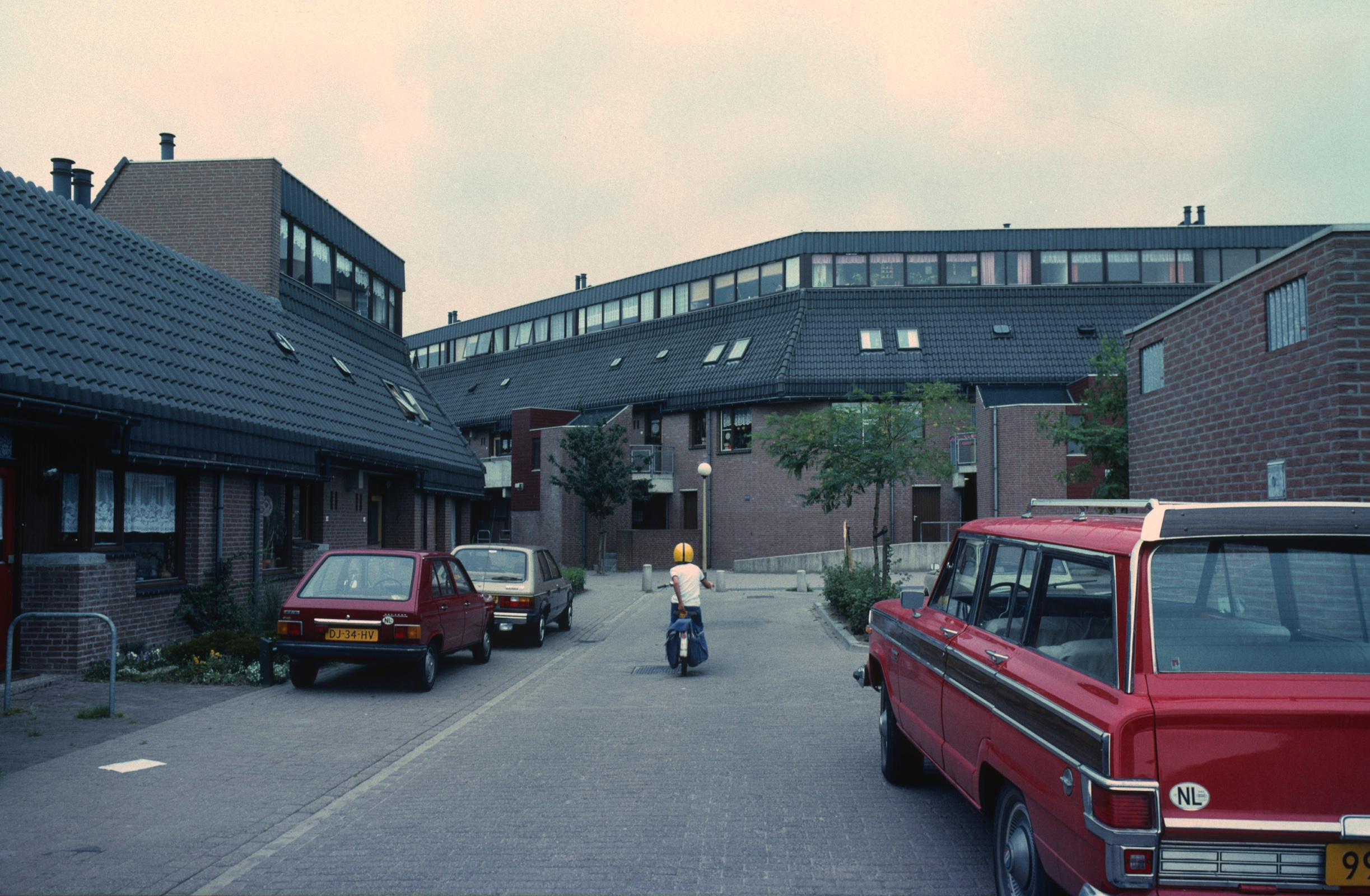
Woonwijk De Werven (Almere-Haven)
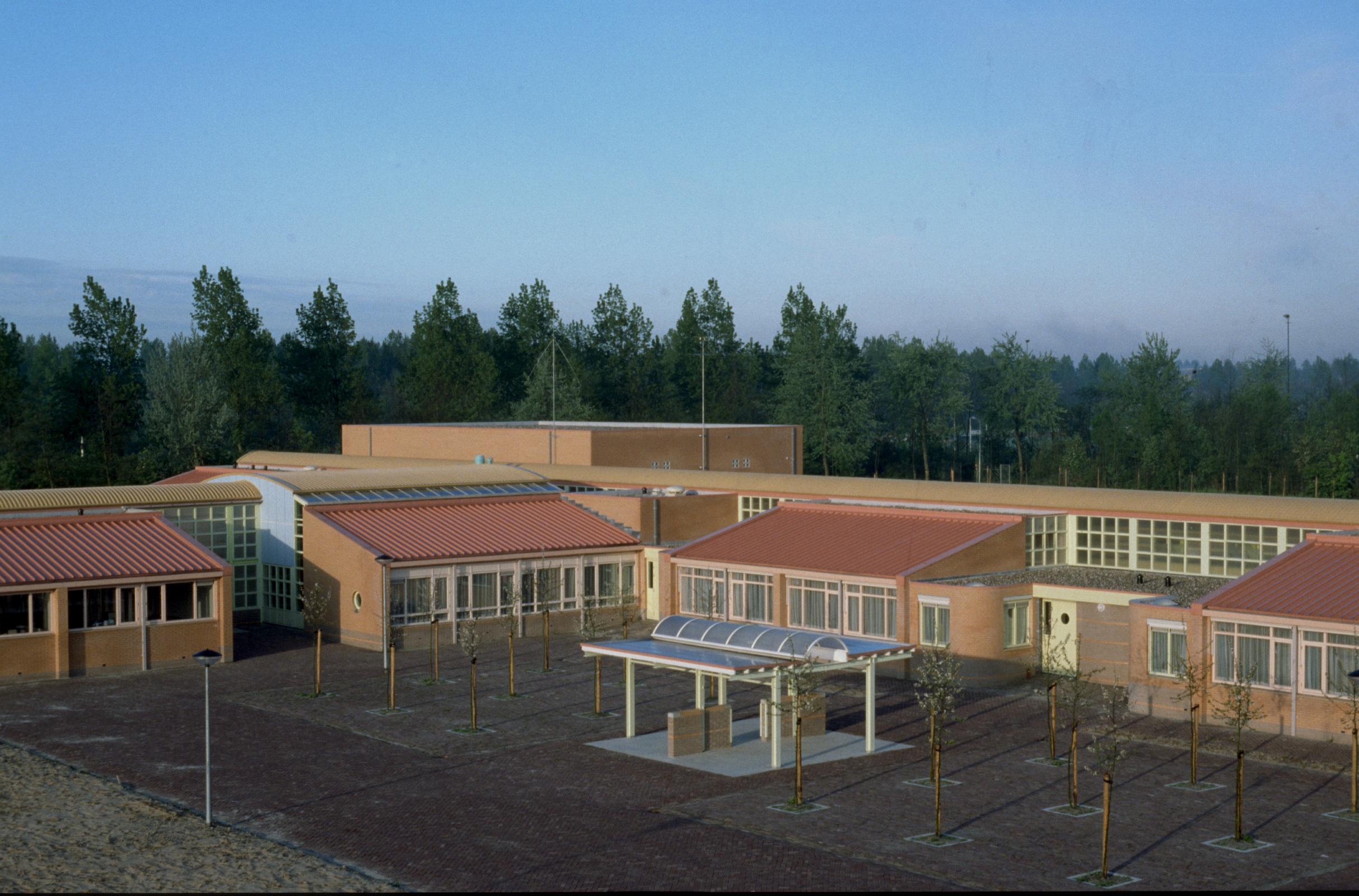
Internaat Klaas Groen (Heerhugowaard)
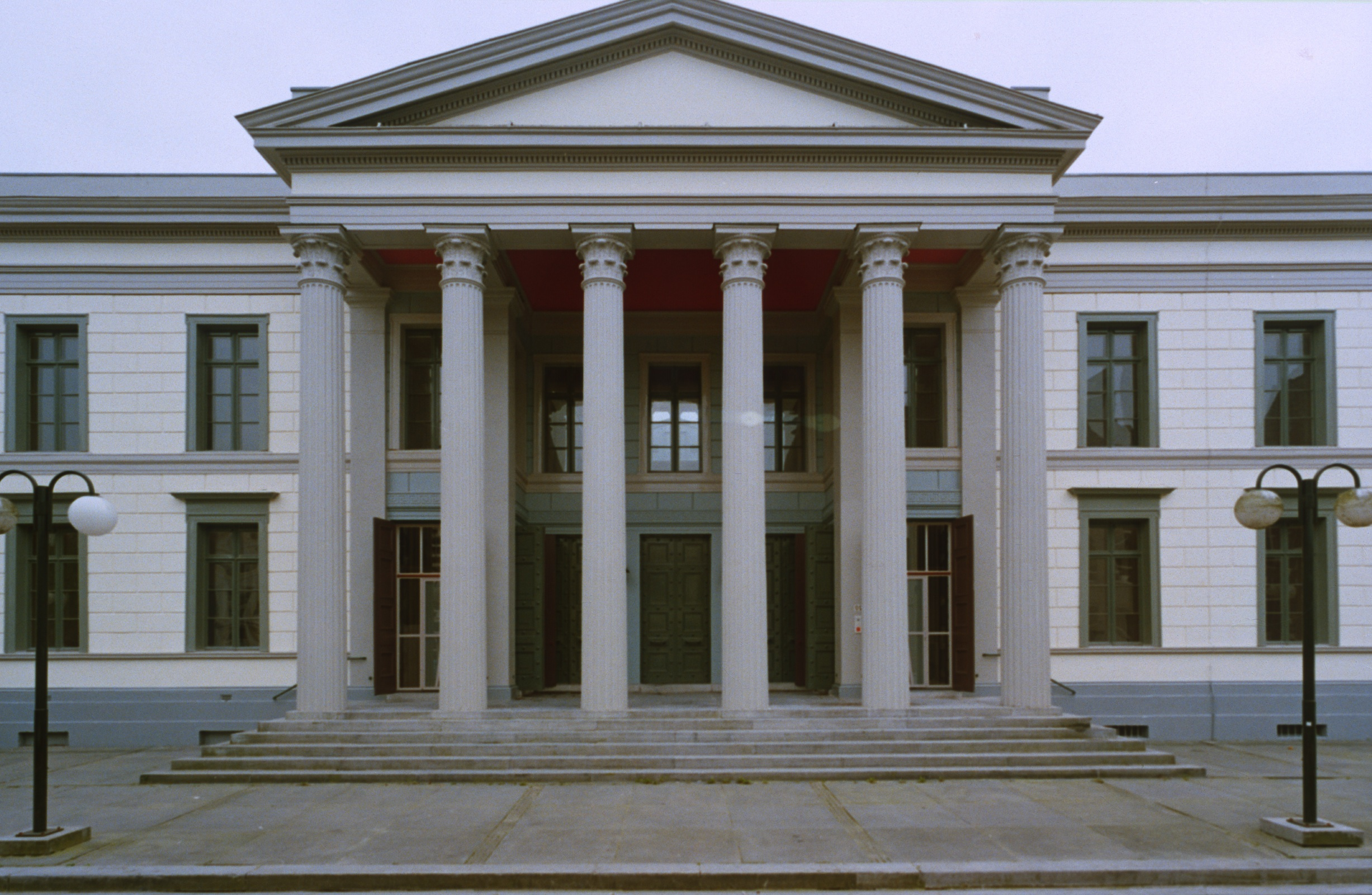
Museum voor Naïeve Kunst (Zwolle)
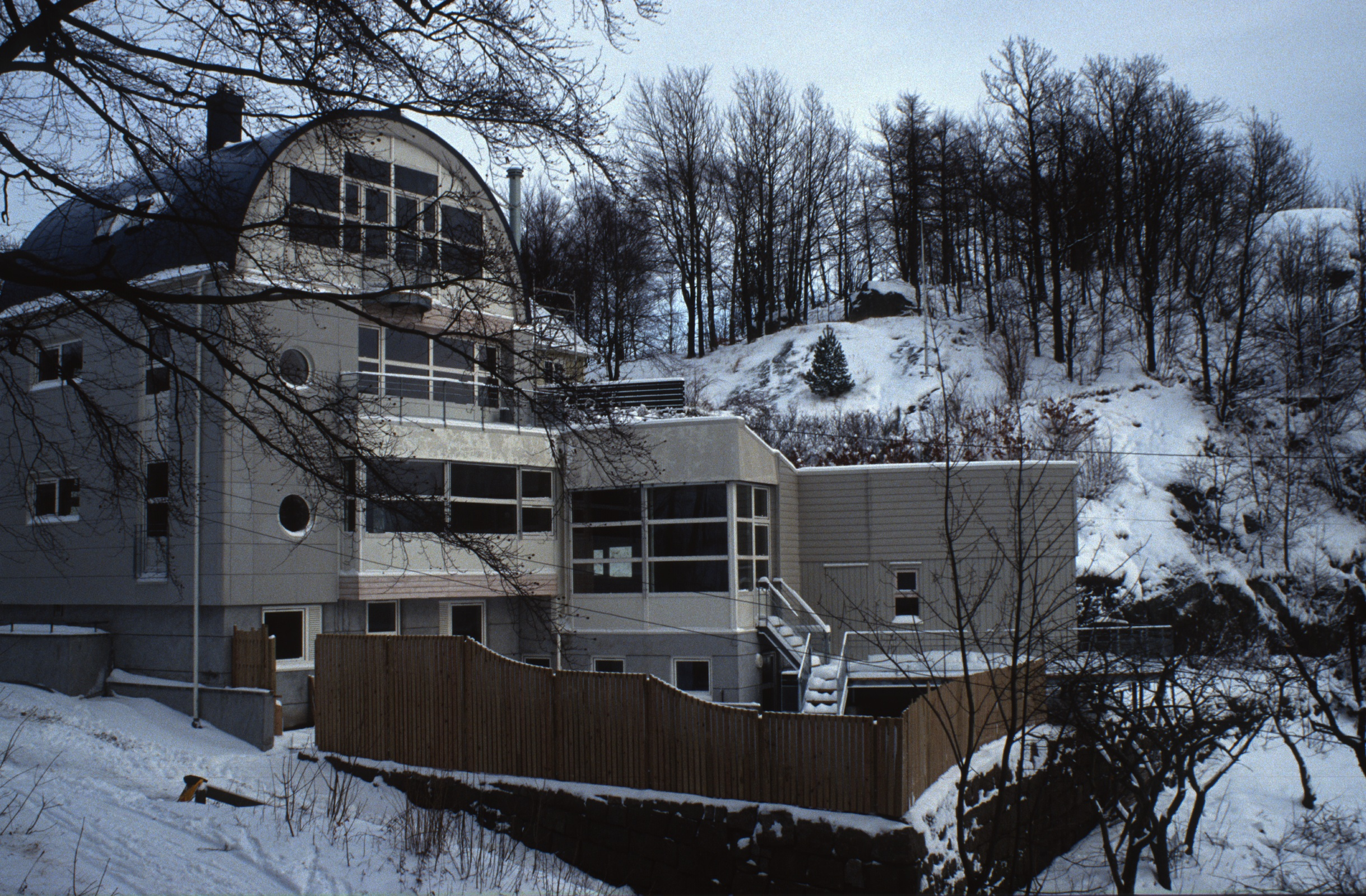
Villa Oskevollen (Mandal, Noorwegen)

- Biografisch Portaal: 73486754
- RKD-Nederlands Instituut voor Kunstgeschiedenis: 273927
- Union List of Artist Names: 500249712
- Virtual International Authority File: 130097024